# 21 урок для XXI века
«21 урок для XXI века» (‏‏,21 מחשבות על המאה ה-21‏‎‏‎ с ивр. — «21 мысль о XXI веке») — третья книга израильского профессора, военного историка-медиевиста Юваля Ноя Харари.
Рассматривая далёкое прошлое в «Sapiens: Краткая история человечества» (2011) и далёкое будущее в «Homo Deus: Краткая история завтрашнего дня» (2016), в своей третьей книге учёный обращается к настоящему. В обширном сборнике эссе, многие из которых основаны на ранее опубликованных статьях, он пытается разобраться в технологических, политических, социальных и экзистенциальных проблемах, с которыми столкнулось человечество в XXI веке.
Произведение содержит 21 эссе, объединённые в 5 частей: технологический вызов, политический вызов, отчаяние и надежда, истина, гибкость мышления.

## Оценки
Книга получила широкое внимание со стороны средств массовой информации благодаря статьям и обзорам, опубликованным в The New York Times, The Economist, Financial Times, The Guardian, New Statesman, The Times и другими.
В The New York Times Билл Гейтс называет книгу увлекательной, а его автора: «таким стимулирующим писателем, что даже когда я [с ним] не соглашался, я хотел продолжать читать и думать». Для Гейтса Харари «начал критический глобальный разговор о решении проблем XXI века». По мнению Джона Торнхилла из Financial Times, многие читатели почувствуют в новой книге переработанные идеи из двух предыдущих книг. Рецензия Хелен Льюис из The Guardian сдержанная, хотя она восхищается амбициями и широтой работы.
В числе отрицательных рецензентов оказался Гэвин Джекобсон из британского New Statesman, он описывает книгу как насыщенное обещаниями исследование с советами либо слишком расплывчатыми, либо слишком пустыми, чтобы дать какое-либо содержательное руководство. В The Times Джерард Де Гроот пишет: «Автор „Sapiens“ хорош в определении грядущих кризисов, но его приторные банальности не годятся в ответы».

## Отличия в русскоязычном издании
Текст главы «Постправда» в русскоязычном издании имеет отличия относительно оригинального издания. В оригинальном издании понятие постправды иллюстрируется выступлениями президента России Владимира Путина, отрицающего ввод в Крым российских войск весной 2014 года и называющего их стихийными группами самообороны, но позже признающего людей в военной форме военнослужащими Российской Федерации. В русскоязычном же издании речь идёт о ложных заявлениях в речах Дональда Трампа, произнесённых им после инаугурации. Это, по мнению Леонида Бершидского, как раз и есть характерный пример постправды.
Автор признался, что дал согласие на правки в русскоязычном издании во избежание запрета публикации своей книги в России. Харари рассказал о полученном предупреждении о том, что его описание конкретных событий может привести к тому, что книга будет запрещена в России. По словам Харари, он рассматривал три варианта решения возникшей проблемы: изменить изложение событий на Украине на близкое к официальной российской версии, отказаться от публикации своей книги в России или использовать другой пример постправды. В итоге Харари остановился на третьем варианте, посчитав важным донести до русскоговорящих читателей сообщение «об опасностях диктатуры, крайнего национализма и религиозной нетерпимости». Он также уточнил, что не руководствовался финансовыми интересами, так как российский книжный рынок является, по его словам, не слишком прибыльным.